# Caladenia huegelii
Caladenia huegelii är en orkidéart som beskrevs av Heinrich Gustav Reichenbach. Caladenia huegelii ingår i släktet Caladenia och familjen orkidéer. Inga underarter finns listade i Catalogue of Life.